# Alhama de Murcia
Alhama de Murcia er en by og kommune i det sydøstlige Spanien i Murcia-regionen. Den har et indbyggertal på 23.578 (2024) indbyggere.